# Valea Pojarului
Valea Pojarului – wieś w Rumunii, w okręgu Gorj, w gminie Bustuchin. W 2011 roku liczyła 416 mieszkańców.